# Posokowiec hanowerski
Posokowiec hanowerski – jedna z ras psów myśliwskich należąca do grupy psów gończych, posokowców i ras pokrewnych. Zaklasyfikowana do sekcji posokowców. Typ  wyżłowaty. Podlega próbom pracy.

## Krótki rys historyczny
- Od rasy tej wywodzi się posokowiec bawarski

## Użytkowość
Jest psem używanym do tropienia postrzałków zwierzyny grubej, tzw. dolnym wiatrem (po farbie), nawet do 40 godzin po strzale. Pies wyjątkowo jednostronny;

## Temperament
Charakter spokojny, zrównoważony i pewny. Oddany i przywiązany do swojego właściciela. Powściągliwy w stosunku do obcych.

## Budowa
Jest psem średniej i proporcjonalnej wielkości. Kończyny są dobrze ustawione i silnie umięśnione, co klasyfikuje psy tej rasy do wytrwałej pracy. Szeroka i głęboka klatka piersiowa. Posiada typowy dla siebie wyraz twarzy dzięki klarownym, ciemnym oczom i nieco pofałdowanemu czołu. 

## Szata i umaszczenie
Czerwień jelenia jest obok pręgowanego najpowszechniejszym umaszczeniem tej rasy. Szata: włosy krótkie, gęste, ostre, tylko na tylnych częściach ud nieco dłuższe i grubsze. Owłosienie ogona mocne i gęste.

## Utrzymanie
Niezbędna jest duża ilość ruchu oraz szkolenie.